# بيتر جان
بيتر جان (بالألمانية: Peter Jann)‏ هو قاضي نمساوي، ولد في 20 يناير 1935 في فيينا في النمسا.